# Veelkleurig vergeet-mij-nietje
Het veelkleurig vergeet-mij-nietje (Myosotis discolor) is een in België en Nederland algemeen voorkomende, 10-30 cm hoge, eenjarige plant uit de ruwbladigenfamilie (Boraginaceae). De plant komt voor in West- en Midden-Europa, Noordwest-Afrika en op de Azoren.
De onderste bladeren zijn langwerpig en stomp. De stengelbladeren zijn smaller en spitser met vaak ten minste een paar bladeren tegenover elkaar staand. De bladeren bezitten aan de onderkant rechte haren.
Het veelkleurig vergeet-mij-nietje bloeit in mei en juni met lichtgele bloemen die later kleuren naar bleekblauw. De kroonbuis steekt op het laatst buiten de kelk en is dan vaak roodachtig gekleurd.
De vrucht is een viertallige splitvrucht, waarvan de rechte vruchtstelen een hoek van 45-60° maken met de as van de bloeiwijze. De vruchtkelk is van de zijkant gezien omgekeerd eirond en heeft opgerolde kelktanden.
De plant komt voor in bermen op voedzame grond en tussen het graan.

## Namen in andere talen
- Duits: Buntes Vergissmeinnicht
- Engels: Changing Forget-me-not
- Frans: Myosotis versicolore